# ميخائيل باديلا
ميخائيل باديلا هو سياسي أمريكي، ولد في 13 يونيو 1972 في ألباكركي في الولايات المتحدة. نشط حزبياً في الحزب الديمقراطي. وقد انتخب عضو مجلس ولاية نيومكسيكو ‏.

## وصلات خارجية
- الموقع الرسمي